# Liste des églises de l'Allier
La liste des églises de l'Allier vise à situer les églises du département français de l'Allier. Il est fait état des diverses protections dont elles peuvent bénéficier, et notamment les inscriptions et classements au titre des monuments historiques.
En ce qui concerne le culte catholique, toutes les églises sont situées dans le diocèse de Moulins.

## Statistiques

### Nombres
Le département de l'Allier comprend 317 communes au 1er janvier 2021.
Depuis 2018, le diocèse de Moulins compte 18 paroisses.

## Classement
Le classement ci-après se fait par commune selon l'ordre alphabétique.
Il est fait état des diverses protections dont elles peuvent bénéficier, et notamment les inscriptions et classements au titre des monuments historiques.

## Liste

### Église catholique
| Église                                                  | Commune                   | Adresse | Coordonnées                      | Notice         | Protection | Date               | Illustration                                            |
| ------------------------------------------------------- | ------------------------- | ------- | -------------------------------- | -------------- | --- | ------------------ | ------------------------------------------------------- |
| Église Saint-Hilaire d'Abrest                           | Abrest                    |         | 46° 05′ 55″ nord, 3° 26′ 37″ est |                | |                    | Église Saint-Hilaire d'Abrest                           |
| Église Notre-Dame d'Agonges                             | Agonges                   |         | 46° 36′ 22″ nord, 3° 09′ 28″ est | « PA00092969 » | Inscrit MH | 1925               | Église Notre-Dame d'Agonges                             |
| Église Saint-Étienne d'Ainay-le-Château                 | Ainay-le-Château          |         | 46° 42′ 39″ nord, 2° 41′ 25″ est | « PA00092970 » | Classé MH Portail Renaissance ; Inscrit MH Église                                                                                   | 1913 ; 1980        | Église Saint-Étienne d'Ainay-le-Château                 |
| Église Saint-Pierre d'Andelaroche                       | Andelaroche               |         | 46° 15′ 15″ nord, 3° 44′ 50″ est |                | |                    | Église Saint-Pierre d'Andelaroche                       |
| Église Saint-Pardoux de Frontenat                       | Archignat                 |         | 46° 20′ 37″ nord, 2° 23′ 46″ est | « PA00092973 » | Inscrit MH | 1970               | Église Saint-Pardoux de Frontenat                       |
| Église Saint-Pardoux-et-Saint-Sulpice d'Archignat       | Archignat                 |         | 46° 22′ 21″ nord, 2° 25′ 30″ est |                | |                    | Église Saint-Pardoux-et-Saint-Sulpice d'Archignat       |
| Église Sainte-Germaine d'Arfeuilles                     | Arfeuilles                |         | 46° 09′ 24″ nord, 3° 43′ 44″ est |                | |                    | Église Sainte-Germaine d'Arfeuilles                     |
| Église Saint-Pierre d'Arpheuilles-Saint-Priest          | Arpheuilles-Saint-Priest  |         | 46° 13′ 28″ nord, 2° 40′ 41″ est |                | |                    | Église Saint-Pierre d'Arpheuilles-Saint-Priest          |
| Église Saint-Léger d'Arronnes                           | Arronnes                  |         | 46° 03′ 33″ nord, 3° 34′ 06″ est | « PA00092974 » | Inscrit MH | 1927               | Église Saint-Léger d'Arronnes                           |
| Église Saint-Genest d'Aubigny                           | Aubigny                   |         | 46° 41′ 02″ nord, 3° 09′ 51″ est | « PA00092975 » | Inscrit MH | 1947               | Église Saint-Genest d'Aubigny                           |
| Église Saint-Denis d'Audes                              | Audes                     |         | 46° 27′ 27″ nord, 2° 33′ 35″ est |                | |                    | Église Saint-Denis d'Audes                              |
| Église Saint-Sulpice d'Aurouer                          | Aurouër                   |         | 46° 41′ 13″ nord, 3° 18′ 00″ est |                | |                    | Église Saint-Sulpice d'Aurouer                          |
| Église de la Sainte-Trinité d'Autry-Issards             | Autry-Issards             |         | 46° 32′ 57″ nord, 3° 08′ 10″ est | « PA00092978 » | Classé MH | 1927               | Église de la Sainte-Trinité d'Autry-Issards             |
| Église du prieuré Saint-Maurice d'Autry-Issards         | Autry-Issards             |         | 46° 32′ 36″ nord, 3° 08′ 48″ est |                | |                    | Église du prieuré Saint-Maurice d'Autry-Issards         |
| Église Saint-Michel d'Avermes                           | Avermes                   |         | 46° 35′ 14″ nord, 3° 18′ 27″ est | « PA03000018 » | Inscrit MH | 2003               | Église Saint-Michel d'Avermes                           |
| Église Sainte-Marie d'Avrilly                           | Avrilly                   |         | 46° 19′ 59″ nord, 3° 58′ 53″ est |                | |                    | Église Sainte-Marie d'Avrilly                           |
| Église Saint-Paul de Bagneux                            | Bagneux                   |         | 46° 39′ 28″ nord, 3° 12′ 18″ est | « PA00092981 » | Inscrit MH | 1926               | Église Saint-Paul de Bagneux                            |
| Église Saint-André de Barberier                         | Barberier                 |         | 46° 12′ 57″ nord, 3° 14′ 47″ est | « PA00092982 » | Classé MH | 1950               | Église Saint-André de Barberier                         |
| Église Saint-Julien de Barrais-Bussolles                | Barrais-Bussolles         |         | 46° 17′ 29″ nord, 3° 42′ 56″ est |                | |                    | Église Saint-Julien de Barrais-Bussolles                |
| Église Saint-Marcel de Bayet                            | Bayet                     |         | 46° 14′ 51″ nord, 3° 16′ 08″ est | « PA00092984 » | Inscrit MH | 1933               | Église Saint-Marcel de Bayet                            |
| Église Saint-Privat de Beaulon                          | Beaulon                   |         | 46° 31′ 28″ nord, 3° 34′ 46″ est |                | |                    | Image manquante Téléverser                              |
| Église Saint-Aignan de Beaune-d'Allier                  | Beaune-d'Allier           |         | 46° 17′ 01″ nord, 2° 53′ 07″ est |                | |                    | Église Saint-Aignan de Beaune-d'Allier                  |
| Église Saint-Martin de Bellenaves                       | Bellenaves                |         | 46° 11′ 59″ nord, 3° 04′ 42″ est | « PA00092990 » | Classé MH | 1911               | Église Saint-Martin de Bellenaves                       |
| Église Saint-Laurian de Bellerive-sur-Allier            | Bellerive-sur-Allier      |         | 46° 07′ 02″ nord, 3° 24′ 09″ est | « IA00063446 » | |                    | Église Saint-Laurian de Bellerive-sur-Allier            |
| Église Saint-Laurent de Bert                            | Bert                      |         | 46° 19′ 30″ nord, 3° 42′ 29″ est | « PA00092991 » | Inscrit MH | 1926               | Église Saint-Laurent de Bert                            |
| Église Saint-Martin de Bessay-sur-Allier                | Bessay-sur-Allier         |         | 46° 26′ 29″ nord, 3° 21′ 53″ est | « PA00092995 » | Classé MH | 1910               | Église Saint-Martin de Bessay-sur-Allier                |
| Église Saint-Martin de Besson                           | Besson                    |         | 46° 28′ 11″ nord, 3° 15′ 48″ est | « PA00093001 » | Classé MH | 1933               | Église Saint-Martin de Besson                           |
| Église Saint-Roch de Billezois                          | Billezois                 |         | 46° 12′ 37″ nord, 3° 34′ 24″ est |                | |                    | Église Saint-Roch de Billezois                          |
| Église Saint-Cyr de Billy                               | Billy                     |         | 46° 14′ 13″ nord, 3° 25′ 47″ est |                | |                    | Image manquante Téléverser                              |
| Église Saint-Symphorien de Biozat                       | Biozat                    |         | 46° 04′ 42″ nord, 3° 16′ 15″ est | « PA00093007 » | Classé MH | 1862               | Église Saint-Symphorien de Biozat                       |
| Église Saint-Martin de Bizeneuille                      | Bizeneuille               |         | 46° 24′ 27″ nord, 2° 44′ 07″ est | « PA00093008 » | Inscrit MH | 1978               | Église Saint-Martin de Bizeneuille                      |
| Église Saint-Maurice de Blomard                         | Blomard                   |         | 46° 17′ 21″ nord, 2° 58′ 42″ est |                | |                    | Église Saint-Maurice de Blomard                         |
| Église Saint-Pierre de Bost                             | Bost                      |         | 46° 10′ 42″ nord, 3° 31′ 01″ est | « PA00093009 » | Inscrit MH | 1933               | Église Saint-Pierre de Bost                             |
| Église Notre-Dame de Boucé                              | Boucé                     |         | 46° 19′ 04″ nord, 3° 29′ 32″ est |                | |                    | Église Notre-Dame de Boucé                              |
| Église Saint-Georges de Bourbon-l'Archambault           | Bourbon-l'Archambault     |         | 46° 34′ 55″ nord, 3° 03′ 28″ est | « PA00093012 » | Classé MH | 1846               | Église Saint-Georges de Bourbon-l'Archambault           |
| Église Saint-Antoine de Braize                          | Braize                    |         | 46° 39′ 35″ nord, 2° 39′ 17″ est | « PA00093019 » | Inscrit MH | 1933               | Église Saint-Antoine de Braize                          |
| Église Saint-Georges de Bransat                         | Bransat                   |         | 46° 19′ 11″ nord, 3° 13′ 42″ est | « PA00093020 » | Classé MH | 1967               | Église Saint-Georges de Bransat                         |
| Église Saint-Barthélemy de Bresnay                      | Bresnay                   |         | 46° 26′ 30″ nord, 3° 15′ 00″ est |                | |                    | Église Saint-Barthélemy de Bresnay                      |
| Église du Sacré-Cœur de Bressolles                      | Bressolles                |         | 46° 31′ 49″ nord, 3° 19′ 01″ est |                | |                    | Église du Sacré-Cœur de Bressolles                      |
| Église Saint-Mazeran de Broût-Vernet                    | Broût-Vernet              |         | 46° 11′ 13″ nord, 3° 16′ 26″ est | « PA00093026 » | Inscrit MH | 1933               | Église Saint-Mazeran de Broût-Vernet                    |
| Église Saint-Martin de Brugheas                         | Brugheas                  |         | 46° 04′ 41″ nord, 3° 22′ 05″ est | « IA00063468 » | |                    | Église Saint-Martin de Brugheas                         |
| Église Saint-Vincent de Busset                          | Busset                    |         | 46° 03′ 49″ nord, 3° 30′ 37″ est |                | |                    | Image manquante Téléverser                              |
| Église Saint-Maurice de Buxières-les-Mines              | Buxières-les-Mines        |         | 46° 28′ 03″ nord, 2° 57′ 46″ est | « PA00093030 » | Classé MH | 1886               | Église Saint-Maurice de Buxières-les-Mines              |
| Église Saint-Aignan de Bègues                           | Bègues                    |         | 46° 07′ 43″ nord, 3° 09′ 06″ est | « PA00092986 » | Inscrit MH | 1970               | Église Saint-Aignan de Bègues                           |
| Église Sainte-Barbe de Bézenet                          | Bézenet                   |         | 46° 19′ 38″ nord, 2° 51′ 07″ est |                | |                    | Église Sainte-Barbe de Bézenet                          |
| Église Saint-Barthélemy de Cesset                       | Cesset                    |         | 46° 17′ 42″ nord, 3° 12′ 56″ est |                | |                    | Église Saint-Barthélemy de Cesset                       |
| Église Saint-Maurice de Chamblet                        | Chamblet                  |         | 46° 20′ 01″ nord, 2° 42′ 05″ est |                | |                    | Église Saint-Maurice de Chamblet                        |
| Église Saint-Joseph de Chamberat                        | Chambérat                 |         | 46° 25′ 08″ nord, 2° 24′ 49″ est |                | |                    | Église Saint-Joseph de Chamberat                        |
| Église Saint-Nicolas de Chantelle                       | Chantelle                 |         | 46° 14′ 21″ nord, 3° 09′ 11″ est |                | |                    | Église Saint-Nicolas de Chantelle                       |
| Église Saint-Barthélemy de Chapeau                      | Chapeau                   |         | 46° 29′ 21″ nord, 3° 31′ 14″ est |                | |                    | Église Saint-Barthélemy de Chapeau                      |
| Église Sainte-Anne de Chappes                           | Chappes                   |         | 46° 23′ 19″ nord, 2° 55′ 35″ est | « PA00093041 » | Classé MH | 1979               | Église Sainte-Anne de Chappes                           |
| Église Saint-Blaise de Chareil                          | Chareil-Cintrat           |         | 46° 15′ 56″ nord, 3° 13′ 28″ est | « PA00093044 » | Classé MH | 1981               | Église Saint-Blaise de Chareil                          |
| Église Saint-Roch de Chareil-Cintrat                    | Chareil-Cintrat           |         | 46° 16′ 03″ nord, 3° 13′ 08″ est |                | |                    | Image manquante Téléverser                              |
| Église Saint-Pierre de Charmeil                         | Charmeil                  |         | 46° 09′ 38″ nord, 3° 23′ 35″ est | « IA00063287 » | |                    | Église Saint-Pierre de Charmeil                         |
| Église Saint-Martin de Charmes                          | Charmes                   |         | 46° 04′ 36″ nord, 3° 15′ 09″ est |                | |                    | Église Saint-Martin de Charmes                          |
| Église Saint-Jean-Baptiste de Charroux                  | Charroux                  |         | 46° 11′ 06″ nord, 3° 09′ 42″ est | « PA00093046 » | Classé MH | 1912               | Église Saint-Jean-Baptiste de Charroux                  |
| Église Saint-Georges de Chassenard                      | Chassenard                |         | 46° 26′ 21″ nord, 3° 58′ 45″ est | « PA03000012 » | Inscrit MH L'église, à l'exception des parties classées ; Classé MH Les parties romanes (portail et nef)                            | 2001 ; 2001        | Église Saint-Georges de Chassenard                      |
| Église Saint-Martin de Chavenon                         | Chavenon                  |         | 46° 24′ 51″ nord, 2° 56′ 46″ est | « PA00093056 » | Inscrit MH | 1933               | Église Saint-Martin de Chavenon                         |
| Église Saint-Cyr-et-Sainte-Julitte de Chavroches        | Chavroches                |         | 46° 21′ 17″ nord, 3° 35′ 18″ est |                | |                    | Église Saint-Cyr-et-Sainte-Julitte de Chavroches        |
| Église Saint-Denis de Chazemais                         | Chazemais                 |         | 46° 28′ 58″ nord, 2° 31′ 35″ est | « PA00093058 » | Inscrit MH | 1952               | Église Saint-Denis de Chazemais                         |
| Église Saint-Denis de Chemilly                          | Chemilly                  |         | 46° 29′ 20″ nord, 3° 18′ 58″ est | « PA00093059 » | Classé MH | 1910               | Église Saint-Denis de Chemilly                          |
| Église Saint-Nizier de Chevagnes                        | Chevagnes                 |         | 46° 36′ 44″ nord, 3° 33′ 00″ est |                | |                    | Église Saint-Nizier de Chevagnes                        |
| Église Saint-Jean-Baptiste de Chezelle                  | Chezelle                  |         | 46° 13′ 07″ nord, 3° 07′ 25″ est |                | |                    | Image manquante Téléverser                              |
| Église Saint-Pierre-et-Saint-Étienne de Chirat-l'Église | Chirat-l'Église           |         | 46° 14′ 36″ nord, 3° 02′ 08″ est |                | |                    | Église Saint-Pierre-et-Saint-Étienne de Chirat-l'Église |
| Église Saint-Pierre de Chouvigny                        | Chouvigny                 |         | 46° 07′ 34″ nord, 2° 59′ 27″ est |                | |                    | Image manquante Téléverser                              |
| Église Saint-Maurice de Château-sur-Allier              | Château-sur-Allier        |         | 46° 45′ 56″ nord, 3° 01′ 44″ est |                | |                    | Église Saint-Maurice de Château-sur-Allier              |
| Église Notre-Dame de Châtel-Montagne                    | Châtel-Montagne           |         | 46° 06′ 53″ nord, 3° 40′ 58″ est | « PA00093052 » | Classé MH | 1840               | Église Notre-Dame de Châtel-Montagne                    |
| Église Saint-Laurent de Châtel-de-Neuvre                | Châtel-de-Neuvre          |         | 46° 24′ 11″ nord, 3° 18′ 42″ est | « PA00093050 » | Classé MH | 1927               | Église Saint-Laurent de Châtel-de-Neuvre                |
| Église Saint-Pierre de Châtelperron                     | Châtelperron              |         | 46° 24′ 01″ nord, 3° 38′ 13″ est | « PA00093054 » | Classé MH Portail ; Inscrit MH Église, sauf portail classé                                                                          | 1933 ; 1986        | Église Saint-Pierre de Châtelperron                     |
| Église Saint-Cyr de Chatelus                            | Châtelus                  |         | 46° 11′ 36″ nord, 3° 44′ 00″ est |                | |                    | Église Saint-Cyr de Chatelus                            |
| Église Saint-Pierre de Cindre                           | Cindré                    |         | 46° 19′ 37″ nord, 3° 33′ 55″ est |                | |                    | Église Saint-Pierre de Cindre                           |
| Église Sainte-Radegonde de Cognat-Lyonne                | Cognat-Lyonne             |         | 46° 06′ 19″ nord, 3° 17′ 54″ est | « PA00093064 » | Classé MH | 1862               | Église Sainte-Radegonde de Cognat-Lyonne                |
| Église Saint-Patrocle de Colombier                      | Colombier                 |         | 46° 16′ 26″ nord, 2° 47′ 40″ est | « PA00093069 » | Classé MH | 1928               | Église Saint-Patrocle de Colombier                      |
| Église du Sacré-Cœur-et-Saint-Front de Commentry        | Commentry                 |         | 46° 17′ 20″ nord, 2° 44′ 25″ est |                | |                    | Église du Sacré-Cœur-et-Saint-Front de Commentry        |
| Église Saint-Front du Vieux-Bourg                       | Commentry                 |         | 46° 17′ 26″ nord, 2° 45′ 41″ est |                | |                    | Image manquante Téléverser                              |
| Église Saint-Martial de Contigny                        | Contigny                  |         | 46° 21′ 08″ nord, 3° 18′ 14″ est | « PA00093068 » | Inscrit MH | 1927               | Église Saint-Martial de Contigny                        |
| Église Saint-Martin de Cosne-d'Allier                   | Cosne-d'Allier            |         | 46° 28′ 33″ nord, 2° 50′ 03″ est |                | |                    | Image manquante Téléverser                              |
| Église Saint-Martin de Cosne-d'Allier                   | Cosne-d'Allier            |         | 46° 28′ 33″ nord, 2° 50′ 03″ est |                | |                    | Église Saint-Martin de Cosne-d'Allier                   |
| Église Saint-Martin de Coulandon                        | Coulandon                 |         | 46° 33′ 01″ nord, 3° 15′ 23″ est | « PA00093070 » | Classé MH | 1913               | Église Saint-Martin de Coulandon                        |
| Église Saint-Reverien de Coulanges                      | Coulanges                 |         | 46° 29′ 08″ nord, 3° 51′ 29″ est |                | |                    | Église Saint-Reverien de Coulanges                      |
| Église Saint-Julien de Couleuvre                        | Couleuvre                 |         | 46° 40′ 19″ nord, 2° 54′ 25″ est | « PA00093073 » | Classé MH | 1915               | Église Saint-Julien de Couleuvre                        |
| Église Saint-Marien de Courçais                         | Courçais                  |         | 46° 28′ 14″ nord, 2° 26′ 08″ est |                | |                    | Église Saint-Marien de Courçais                         |
| Église Saint-Gervais-et-Saint-Protais de Coutansouze    | Coutansouze               |         | 46° 13′ 08″ nord, 3° 00′ 41″ est |                | |                    | Image manquante Téléverser                              |
| Église Saint-Georges de Couzon                          | Couzon                    |         | 46° 39′ 30″ nord, 3° 07′ 20″ est |                | |                    | Église Saint-Georges de Couzon                          |
| Église Saint-Julien de Cressanges                       | Cressanges                |         | 46° 26′ 50″ nord, 3° 09′ 45″ est |                | |                    | Église Saint-Julien de Cressanges                       |
| Église Saint-Front de Creuzier-le-Neuf                  | Creuzier-le-Neuf          |         | 46° 10′ 51″ nord, 3° 26′ 48″ est |                | |                    | Église Saint-Front de Creuzier-le-Neuf                  |
| Église Saint-Martin de Creuzier-le-Vieux                | Creuzier-le-Vieux         |         | 46° 10′ 07″ nord, 3° 26′ 12″ est |                | |                    | Église Saint-Martin de Creuzier-le-Vieux                |
| Église Saint-Germain de Créchy                          | Créchy                    |         | 46° 15′ 42″ nord, 3° 25′ 17″ est |                | |                    | Église Saint-Germain de Créchy                          |
| Église Saint-Saturnin de Cusset                         | Cusset                    |         | 46° 07′ 55″ nord, 3° 27′ 26″ est | « PA03000049 » | Inscrit MH | 2013               | Église Saint-Saturnin de Cusset                         |
| Église Saint-Martin de Cérilly                          | Cérilly                   |         | 46° 37′ 08″ nord, 2° 49′ 17″ est | « PA00093033 » | Classé MH Clocher ; Inscrit MH Église (sauf clocher classé)                                                                         | 1913 ; 1933        | Église Saint-Martin de Cérilly                          |
| Église Saint-Martial de Deneuille-les-Mines             | Deneuille-les-Mines       |         | 46° 22′ 44″ nord, 2° 46′ 55″ est | « PA00093081 » | Inscrit MH | 1960               | Église Saint-Martial de Deneuille-les-Mines             |
| Église Saint-Denis de Deux-Chaises                      | Deux-Chaises              |         | 46° 22′ 48″ nord, 3° 02′ 22″ est | « PA00093082 » | Classé MH | 1943               | Église Saint-Denis de Deux-Chaises                      |
| Église Saint-Cyr-et-Sainte-Juliette de Diou             | Diou                      |         | 46° 32′ 03″ nord, 3° 44′ 28″ est |                | |                    | Église Saint-Cyr-et-Sainte-Juliette de Diou             |
| Église Notre-Dame-de-l'Assomption de Sept-Fons          | Diou                      |         | 46° 32′ 43″ nord, 3° 42′ 22″ est |                | |                    | Image manquante Téléverser                              |
| Église Saint-Joseph de Dompierre-sur-Besbre             | Dompierre-sur-Besbre      |         | 46° 30′ 46″ nord, 3° 40′ 32″ est |                | |                    | Église Saint-Joseph de Dompierre-sur-Besbre             |
| Église Notre-Dame de Domérat                            | Domérat                   |         | 46° 21′ 37″ nord, 2° 32′ 06″ est | « PA00093084 » | Classé MH Chœur et crypte | 1910               | Église Notre-Dame de Domérat                            |
| Église Saint-Pierre de Doyet                            | Doyet                     |         | 46° 20′ 16″ nord, 2° 47′ 55″ est |                | |                    | Image manquante Téléverser                              |
| Église Saint-Nicolas de Droiturier                      | Droiturier                |         | 46° 13′ 49″ nord, 3° 43′ 08″ est | « PA00093088 » | Inscrit MH | 1935               | Église Saint-Nicolas de Droiturier                      |
| Église Saint-Martial de Durdat                          | Durdat-Larequille         |         | 46° 15′ 06″ nord, 2° 42′ 06″ est |                | |                    | Église Saint-Martial de Durdat                          |
| Église Notre-Dame de Larequille                         | Durdat-Larequille         |         | 46° 15′ 06″ nord, 2° 42′ 02″ est |                | |                    | Église Notre-Dame de Larequille                         |
| Église Saint-Georges de Desertines                      | Désertines                |         | 46° 21′ 18″ nord, 2° 37′ 22″ est |                | |                    | Église Saint-Georges de Desertines                      |
| Église Saint-Léger d'Ébreuil                            | Ébreuil                   |         | 46° 06′ 53″ nord, 3° 05′ 17″ est | « PA00093092 » | Classé MH | 1914               | Église Saint-Léger d'Ébreuil                            |
| Église Saint-Martel d'Échassières                       | Échassières               |         | 46° 11′ 02″ nord, 2° 55′ 59″ est |                | |                    | Image manquante Téléverser                              |
| Église Saint-Cyr-et-Sainte-Julitte d'Escurolles         | Escurolles                |         | 46° 08′ 34″ nord, 3° 15′ 51″ est | « PA00093098 » | Inscrit MH | 1927               | Église Saint-Cyr-et-Sainte-Julitte d'Escurolles         |
| Église Saint-Clément d'Espinasse-Vozelle                | Espinasse-Vozelle         |         | 46° 07′ 31″ nord, 3° 19′ 20″ est | « IA00063299 » | |                    | Image manquante Téléverser                              |
| Église Saint-Sébastien d'Estivareilles                  | Estivareilles             |         | 46° 25′ 35″ nord, 2° 37′ 06″ est |                | |                    | Église Saint-Sébastien d'Estivareilles                  |
| Église Saint-Georges d'Étroussat                        | Étroussat                 |         | 46° 13′ 10″ nord, 3° 13′ 17″ est |                | |                    | Église Saint-Georges d'Étroussat                        |
| Église Saint-Désiré de Ferrières-sur-Sichon             | Ferrières-sur-Sichon      |         | 46° 01′ 32″ nord, 3° 38′ 51″ est |                | |                    | Église Saint-Désiré de Ferrières-sur-Sichon             |
| Église Notre-Dame de Fleuriel                           | Fleuriel                  |         | 46° 16′ 56″ nord, 3° 10′ 39″ est | « PA00093104 » | Classé MH | 1954               | Église Notre-Dame de Fleuriel                           |
| Église Saint-Saturnin de Fourilles                      | Fourilles                 |         | 46° 14′ 26″ nord, 3° 11′ 43″ est |                | |                    | Église Saint-Saturnin de Fourilles                      |
| Église Saint-Étienne de Franchesse                      | Franchesse                |         | 46° 38′ 13″ nord, 3° 02′ 15″ est | « PA00093105 » | Classé MH | 1886               | Église Saint-Étienne de Franchesse                      |
| Église Saint-Étienne de Gannat                          | Gannat                    |         | 46° 06′ 11″ nord, 3° 11′ 23″ est | « PA00093108 » | Classé MH | 1944               | Église Saint-Étienne de Gannat                          |
| Église Sainte-Croix de Gannat                           | Gannat                    |         | 46° 06′ 01″ nord, 3° 11′ 56″ est | « PA00093107 » | Classé MH | 1910               | Église Sainte-Croix de Gannat                           |
| Église Saint-James de Gannat                            | Gannat                    |         | 46° 05′ 44″ nord, 3° 11′ 55″ est | « PA03000045 » | Inscrit MH | 2011               | Image manquante Téléverser                              |
| Église Saint-Jean-Baptiste de Gannay-sur-Loire          | Gannay-sur-Loire          |         | 46° 43′ 53″ nord, 3° 36′ 43″ est |                | |                    | Église Saint-Jean-Baptiste de Gannay-sur-Loire          |
| Église Saint-Germain de Garnat-sur-Engievre             | Garnat-sur-Engièvre       |         | 46° 37′ 58″ nord, 3° 39′ 40″ est |                | |                    | Église Saint-Germain de Garnat-sur-Engievre             |
| Église Saint-Marcel de Gennetines                       | Gennetines                |         | 46° 38′ 13″ nord, 3° 24′ 36″ est |                | |                    | Image manquante Téléverser                              |
| Église Saint-Pierre de Gipcy                            | Gipcy                     |         | 46° 30′ 10″ nord, 3° 03′ 21″ est | « PA00093111 » | Classé MH | 1968               | Église Saint-Pierre de Gipcy                            |
| Église Saint-Denis de Maillet                           | Haut-Bocage               |         | 46° 28′ 43″ nord, 2° 39′ 04″ est | « PA00093146 » | Inscrit MH | 1949               | Église Saint-Denis de Maillet                           |
| Église Saint-Genès de Givarlais                         | Haut-Bocage               |         | 46° 27′ 30″ nord, 2° 38′ 57″ est |                | |                    | Église Saint-Genès de Givarlais                         |
| Église Saint-Louis de Hauterive                         | Hauterive                 |         | 46° 05′ 20″ nord, 3° 26′ 49″ est | « IA00063558 » | |                    | Église Saint-Louis de Hauterive                         |
| Église Notre-Dame d'Huriel                              | Huriel                    |         | 46° 22′ 32″ nord, 2° 28′ 30″ est | « PA00093123 » | Classé MH | 1862               | Église Notre-Dame d'Huriel                              |
| Église Saint-Martin d'Hyds                              | Hyds                      |         | 46° 17′ 03″ nord, 2° 49′ 48″ est | « PA00093124 » | Inscrit MH | 1969               | Église Saint-Martin d'Hyds                              |
| Église Saint-Pierre de Châteloy                         | Hérisson                  |         | 46° 31′ 10″ nord, 2° 41′ 58″ est | « PA00093116 » | Classé MH | 1909               | Église Saint-Pierre de Châteloy                         |
| Église Saint-Sauveur d'Hérisson                         | Hérisson                  |         | 46° 30′ 35″ nord, 2° 42′ 42″ est | « PA00093117 » | Inscrit MH Clocher | 1927               | Église Saint-Sauveur d'Hérisson                         |
| Église Notre-Dame d'Hérisson                            | Hérisson                  |         | 46° 30′ 35″ nord, 2° 42′ 40″ est |                | |                    | Église Notre-Dame d'Hérisson                            |
| Église Saint-Pierre d'Isle-et-Bardais                   | Isle-et-Bardais           |         | 46° 41′ 20″ nord, 2° 47′ 31″ est |                | |                    | Image manquante Téléverser                              |
| Église Saint-Laurent de Bardais                         | Isle-et-Bardais           |         | 46° 42′ 11″ nord, 2° 46′ 09″ est |                | |                    | Image manquante Téléverser                              |
| Église Saint-Bonnet d'Isserpent                         | Isserpent                 |         | 46° 09′ 44″ nord, 3° 36′ 33″ est |                | |                    | Église Saint-Bonnet d'Isserpent                         |
| Église Saint-Hippolyte de Jaligny-sur-Besbre            | Jaligny-sur-Besbre        |         | 46° 22′ 46″ nord, 3° 35′ 29″ est |                | |                    | Église Saint-Hippolyte de Jaligny-sur-Besbre            |
| Église Saint-Martin de Jenzat                           | Jenzat                    |         | 46° 09′ 51″ nord, 3° 11′ 35″ est | « PA00093127 » | Classé MH Église (à l'exception du clocher)                                                                                         | 1923               | Église Saint-Martin de Jenzat                           |
| Église Saint-Patrocle de La Celle                       | La Celle                  |         | 46° 13′ 43″ nord, 2° 47′ 07″ est | « PA00093032 » | Inscrit MH Église, sauf parties classées ; Classé MH Clocher et abside                                                              | 1930 ; 1932        | Église Saint-Patrocle de La Celle                       |
| Église Sainte-Marie de La Chabanne                      | La Chabanne               |         | 46° 01′ 19″ nord, 3° 45′ 11″ est |                | |                    | Église Sainte-Marie de La Chabanne                      |
| Église Saint-Nicolas de La Chapelaude                   | La Chapelaude             |         | 46° 25′ 19″ nord, 2° 30′ 10″ est | « PA00093038 » | Classé MH | 1981               | Église Saint-Nicolas de La Chapelaude                   |
| Église Saints-Côme-et-Damien de La Chapelle             | La Chapelle               |         | 46° 05′ 30″ nord, 3° 34′ 18″ est |                | |                    | Église Saints-Côme-et-Damien de La Chapelle             |
| Église Sainte-Anne de La Chapelle-Aux-Chasses           | La Chapelle-aux-Chasses   |         | 46° 40′ 13″ nord, 3° 32′ 00″ est |                | |                    | Église Sainte-Anne de La Chapelle-Aux-Chasses           |
| Église Saint-Pierre de La Ferté-Hauterive               | La Ferté-Hauterive        |         | 46° 23′ 48″ nord, 3° 20′ 31″ est |                | |                    | Image manquante Téléverser                              |
| Église Saint-Joseph de La Guillermie                    | La Guillermie             |         | 46° 59′ 00″ nord, 3° 38′ 22″ est |                | |                    | Église Saint-Joseph de La Guillermie                    |
| Église Saint-Thomas de La Petite-Marche                 | La Petite-Marche          |         | 46° 11′ 42″ nord, 2° 34′ 20″ est |                | |                    | Église Saint-Thomas de La Petite-Marche                 |
| Église Saint-Martin de Laféline                         | Laféline                  |         | 46° 20′ 57″ nord, 3° 10′ 05″ est | « PA00093130 » | Classé MH | 1963               | Église Saint-Martin de Laféline                         |
| Église Sainte-Marie de Lalizolle                        | Lalizolle                 |         | 46° 09′ 25″ nord, 3° 00′ 04″ est |                | |                    | Image manquante Téléverser                              |
| Église Saint-Jean-Baptiste de Lamaids                   | Lamaids                   |         | 46° 18′ 10″ nord, 2° 25′ 54″ est | « PA00132753 » | Inscrit MH | 1994               | Église Saint-Jean-Baptiste de Lamaids                   |
| Église Saint-Sulpice de Langy                           | Langy                     |         | 46° 16′ 03″ nord, 3° 28′ 14″ est | « PA00093131 » | Inscrit MH | 1926               | Église Saint-Sulpice de Langy                           |
| Église Saint-Jean-Baptiste de Lapalisse                 | Lapalisse                 |         | 46° 14′ 59″ nord, 3° 38′ 20″ est |                | |                    | Église Saint-Jean-Baptiste de Lapalisse                 |
| Église Saint-Jean-Baptiste de Laprugne                  | Laprugne                  |         | 46° 59′ 11″ nord, 3° 44′ 31″ est |                | |                    | Image manquante Téléverser                              |
| Église Sainte-Anne de Lavault-Sainte-Anne               | Lavault-Sainte-Anne       |         | 46° 18′ 35″ nord, 2° 36′ 00″ est | « PA00093135 » | Inscrit MH Façades et toitures | 1973               | Église Sainte-Anne de Lavault-Sainte-Anne               |
| Église Saint-Jean de Lavoine                            | Lavoine                   |         | 45° 58′ 42″ nord, 3° 41′ 50″ est |                | |                    | Église Saint-Jean de Lavoine                            |
| Église Sainte-Catherine du Bouchaud                     | Le Bouchaud               |         | 46° 18′ 21″ nord, 3° 53′ 55″ est |                | |                    | Église Sainte-Catherine du Bouchaud                     |
| Église Saint-Pierre du Brethon                          | Le Brethon                |         | 46° 34′ 12″ nord, 2° 43′ 04″ est | « PA00093023 » | Inscrit MH | 2010               | Image manquante Téléverser                              |
| Église Saint-Blaise du Breuil                           | Le Breuil                 |         | 46° 11′ 08″ nord, 3° 39′ 29″ est |                | |                    | Image manquante Téléverser                              |
| Église Sainte-Anne du Breuil                            | Le Breuil                 |         | 46° 11′ 01″ nord, 3° 39′ 35″ est | « PA00093025 » | Inscrit MH | 1927               | Église Sainte-Anne du Breuil                            |
| Église Sainte-Marie du Donjon                           | Le Donjon                 |         | 46° 21′ 02″ nord, 3° 47′ 37″ est |                | |                    | Église Sainte-Marie du Donjon                           |
| Église Saint-Barthélemy du Mayet-d'École                | Le Mayet-d'École          |         | 46° 09′ 55″ nord, 3° 14′ 17″ est |                | |                    | Église Saint-Barthélemy du Mayet-d'École                |
| Église Saint-Jean-Baptiste du Mayet-de-Montagne         | Le Mayet-de-Montagne      |         | 46° 04′ 21″ nord, 3° 40′ 06″ est |                | |                    | Église Saint-Jean-Baptiste du Mayet-de-Montagne         |
| Église Saint-Gervais-et-Saint-Protais du Montet         | Le Montet                 |         | 46° 24′ 34″ nord, 3° 03′ 27″ est | « PA00093163 » | Classé MH | 1889               | Église Saint-Gervais-et-Saint-Protais du Montet         |
| Église Saint-Christophe du Pin                          | Le Pin                    |         | 46° 24′ 45″ nord, 3° 53′ 39″ est |                | |                    | Église Saint-Christophe du Pin                          |
| Église Saint-Martin du Theil                            | Le Theil                  |         | 46° 21′ 21″ nord, 3° 08′ 06″ est | « PA00093313 » | Inscrit MH | 1927               | Église Saint-Martin du Theil                            |
| Église Saint-Georges du Vernet                          | Le Vernet                 |         | 46° 06′ 31″ nord, 3° 27′ 46″ est |                | |                    | Église Saint-Georges du Vernet                          |
| Église Saint-Hippolyte du Veurdre                       | Le Veurdre                |         | 46° 45′ 23″ nord, 3° 02′ 23″ est |                | |                    | Église Saint-Hippolyte du Veurdre                       |
| Église Saint-Martin du Vilhain                          | Le Vilhain                |         | 46° 33′ 39″ nord, 2° 47′ 47″ est | « PA00093367 » | Inscrit MH | 1933               | Église Saint-Martin du Vilhain                          |
| Église Saint-Martin de Lenax                            | Lenax                     |         | 46° 17′ 54″ nord, 3° 48′ 59″ est |                | |                    | Église Saint-Martin de Lenax                            |
| Église Sainte-Catherine de Liernolles                   | Liernolles                |         | 46° 23′ 40″ nord, 3° 45′ 08″ est |                | |                    | Image manquante Téléverser                              |
| Église Saint-Martin de Lignerolles                      | Lignerolles               |         | 46° 16′ 51″ nord, 2° 34′ 04″ est |                | |                    | Image manquante Téléverser                              |
| Église Saint-Jacques de Limoise                         | Limoise                   |         | 46° 40′ 38″ nord, 3° 03′ 09″ est |                | |                    | Église Saint-Jacques de Limoise                         |
| Église Saint-Pierre de Loddes                           | Loddes                    |         | 46° 17′ 17″ nord, 3° 45′ 56″ est | « PA03000023 » | Inscrit MH | 2004               | Église Saint-Pierre de Loddes                           |
| Église Saint-Joseph de Loriges                          | Loriges                   |         | 46° 16′ 09″ nord, 3° 20′ 49″ est |                | |                    | Église Saint-Joseph de Loriges                          |
| Église Saint-Pourçain de Louchy-Montfand                | Louchy-Montfand           |         | 46° 18′ 24″ nord, 3° 14′ 41″ est | « PA00093138 » | Inscrit MH | 1933               | Église Saint-Pourçain de Louchy-Montfand                |
| Église Saint-Martin de Louroux-Bourbonnais              | Louroux-Bourbonnais       |         | 46° 32′ 01″ nord, 2° 50′ 23″ est | « PA00093141 » | Inscrit MH | 1926               | Église Saint-Martin de Louroux-Bourbonnais              |
| Église Saint-Jean-Baptiste de Louroux-Hodement          | Louroux-Hodement          |         | 46° 27′ 42″ nord, 2° 42′ 55″ est |                | |                    | Église Saint-Jean-Baptiste de Louroux-Hodement          |
| Église Saint-Sulpice de Louroux-de-Beaune               | Louroux-de-Beaune         |         | 46° 17′ 33″ nord, 2° 51′ 17″ est | « PA00093139 » | Inscrit MH | 1963               | Église Saint-Sulpice de Louroux-de-Beaune               |
| Église Saint-Laurent de Louroux-de-Bouble               | Louroux-de-Bouble         |         | 46° 13′ 32″ nord, 2° 58′ 44″ est |                | |                    | Église Saint-Laurent de Louroux-de-Bouble               |
| Église Saint-Pierre de Luneau                           | Luneau                    |         | 46° 21′ 48″ nord, 3° 57′ 04″ est |                | |                    | Église Saint-Pierre de Luneau                           |
| Église Saint-Martin de Lurcy-Lévis                      | Lurcy-Lévis               |         | 46° 43′ 49″ nord, 2° 56′ 18″ est | « PA00093143 » | Classé MH | 1937               | Église Saint-Martin de Lurcy-Lévis                      |
| Église Saint-Jean-Baptiste de Lusigny                   | Lusigny                   |         | 46° 35′ 16″ nord, 3° 29′ 33″ est |                | |                    | Image manquante Téléverser                              |
| Église Saint-Vincent-de-Paul de Magnet                  | Magnet                    |         | 46° 13′ 13″ nord, 3° 30′ 02″ est |                | |                    | Église Saint-Vincent-de-Paul de Magnet                  |
| Église Saint-Préjet de Malicorne                        | Malicorne                 |         | 46° 18′ 06″ nord, 2° 46′ 56″ est | « PA00093147 » | Classé MH La façade ; Classé MH L'église (à l'exception de l'étage supérieur du clocher) ; Inscrit MH Les parties hautes du clocher | 1932 ; 1939 ; 2004 | Église Saint-Préjet de Malicorne                        |
| Église Sainte-Marie de Marcenat                         | Marcenat                  |         | 46° 14′ 05″ nord, 3° 23′ 49″ est |                | |                    | Église Sainte-Marie de Marcenat                         |
| Église Notre-Dame de Marcillat-en-Combraille            | Marcillat-en-Combraille   |         | 46° 10′ 01″ nord, 2° 37′ 52″ est | « PA00093148 » | Inscrit MH Clocher, abside et choeur                                                                                                | 1933               | Église Notre-Dame de Marcillat-en-Combraille            |
| Église Saint-Pourçain de Marigny                        | Marigny                   |         | 46° 34′ 58″ nord, 3° 12′ 35″ est | « PA00093149 » | Classé MH | 1919               | Église Saint-Pourçain de Marigny                        |
| Église Saint-Cyr-et-Sainte-Julitte de Mariol            | Mariol                    |         | 46° 01′ 16″ nord, 3° 29′ 50″ est |                | |                    | Église Saint-Cyr-et-Sainte-Julitte de Mariol            |
| Église Saint-Saturnin de Mazerier                       | Mazerier                  |         | 46° 07′ 30″ nord, 3° 11′ 21″ est | « PA00093152 » | Classé MH | 1990               | Église Saint-Saturnin de Mazerier                       |
| Église du Sacré-Cœur de Mazirat                         | Mazirat                   |         | 46° 13′ 24″ nord, 2° 32′ 26″ est |                | |                    | Église du Sacré-Cœur de Mazirat                         |
| Église Saint-Symphorien de Meaulne                      | Meaulne                   |         | 46° 35′ 52″ nord, 2° 37′ 00″ est | « PA00093411 » | Inscrit MH | 1991               | Image manquante Téléverser                              |
| Église Saint-Martin de Meillard                         | Meillard                  |         | 46° 23′ 25″ nord, 3° 14′ 07″ est | « PA00093156 » | Inscrit MH | 1933               | Église Saint-Martin de Meillard                         |
| Église Saint-Julien de Meillers                         | Meillers                  |         | 46° 30′ 24″ nord, 3° 05′ 35″ est | « PA00093157 » | Classé MH | 1846               | Église Saint-Julien de Meillers                         |
| Église Saint-Pierre de Mercy                            | Mercy                     |         | 46° 27′ 40″ nord, 3° 30′ 58″ est |                | |                    | Église Saint-Pierre de Mercy                            |
| Église Saint-Pardou de Mesples                          | Mesples                   |         | 46° 26′ 01″ nord, 2° 21′ 33″ est |                | |                    | Image manquante Téléverser                              |
| Église Saint-Pierre de Molinet                          | Molinet                   |         | 46° 27′ 56″ nord, 3° 56′ 10″ est |                | |                    | Église Saint-Pierre de Molinet                          |
| Église Saint-Jean-Baptiste de Molles                    | Molles                    |         | 46° 06′ 35″ nord, 3° 33′ 32″ est |                | |                    | Église Saint-Jean-Baptiste de Molles                    |
| Église Saint-Pourçain de Monestier                      | Monestier                 |         | 46° 15′ 19″ nord, 3° 06′ 48″ est |                | |                    | Église Saint-Pourçain de Monestier                      |
| Église Sainte-Anne de Montaigu-le-Blin                  | Montaigu-le-Blin          |         | 46° 17′ 38″ nord, 3° 30′ 27″ est |                | |                    | Image manquante Téléverser                              |
| Église Sainte-Anne de Montaiguet-en-Forez               | Montaiguët-en-Forez       |         | 46° 16′ 14″ nord, 3° 48′ 05″ est |                | |                    | Église Sainte-Anne de Montaiguet-en-Forez               |
| Église Saint-Roch de Montbeugny                         | Montbeugny                |         | 46° 31′ 46″ nord, 3° 29′ 22″ est |                | |                    | Église Saint-Roch de Montbeugny                         |
| Église Jean-Baptiste de Montcombroux-les-Mines          | Montcombroux-les-Mines    |         | 46° 21′ 15″ nord, 3° 44′ 30″ est | « PA00093162 » | Inscrit MH Eglise (à l'exception du portail classé) ; Classé MH Portail                                                             | 1983 ; 1983        | Église Jean-Baptiste de Montcombroux-les-Mines          |
| Église Saint-Martin de Monteignet-sur-L'Andelot         | Monteignet-sur-l'Andelot  |         | 46° 07′ 20″ nord, 3° 15′ 22″ est |                | |                    | Église Saint-Martin de Monteignet-sur-L'Andelot         |
| Église Saint-Pierre de Montilly                         | Montilly                  |         | 46° 36′ 41″ nord, 3° 15′ 06″ est | « PA00093164 » | Inscrit MH | 1926               | Église Saint-Pierre de Montilly                         |
| Église Notre-Dame de Montluçon                          | Montluçon                 |         | 46° 20′ 27″ nord, 2° 36′ 18″ est | « PA00093169 » | Classé MH | 1987               | Église Notre-Dame de Montluçon                          |
| Église Saint-Paul de Montluçon                          | Montluçon                 |         | 46° 20′ 48″ nord, 2° 35′ 53″ est | « PA00093170 » | Classé MH | 1987               | Église Saint-Paul de Montluçon                          |
| Église Saint-Pierre de Montluçon                        | Montluçon                 |         | 46° 20′ 28″ nord, 2° 36′ 12″ est | « PA00093171 » | Classé MH | 1978               | Église Saint-Pierre de Montluçon                        |
| Église Saint-Martin de Fontbouillant                    | Montluçon                 |         | 46° 20′ 34″ nord, 2° 35′ 29″ est |                | |                    | Image manquante Téléverser                              |
| Église Sainte-Bernadette de Rimard                      | Montluçon                 |         | 46° 20′ 34″ nord, 2° 35′ 29″ est |                | |                    | Image manquante Téléverser                              |
| Église Sainte-Jeanne-d'Arc des Îles                     | Montluçon                 |         | 46° 19′ 43″ nord, 2° 35′ 56″ est |                | |                    | Image manquante Téléverser                              |
| Église Sainte-Thérèse des Marais                        | Montluçon                 |         | 46° 20′ 34″ nord, 2° 35′ 29″ est |                | |                    | Image manquante Téléverser                              |
| Église Saint-Étienne de Montmarault                     | Montmarault               |         | 46° 19′ 05″ nord, 2° 57′ 14″ est |                | |                    | Église Saint-Étienne de Montmarault                     |
| Église Saint-Éloi de Montoldre                          | Montoldre                 |         | 46° 20′ 04″ nord, 3° 26′ 52″ est |                | |                    | Image manquante Téléverser                              |
| Église Saint-Martin de Montord                          | Montord                   |         | 46° 17′ 34″ nord, 3° 13′ 49″ est |                | |                    | Image manquante Téléverser                              |
| Église Saint-Projet de Montvicq                         | Montvicq                  |         | 46° 19′ 14″ nord, 2° 49′ 23″ est |                | |                    | Église Saint-Projet de Montvicq                         |
| Église Saint-Fiacre de Monétay-sur-Allier               | Monétay-sur-Allier        |         | 46° 22′ 53″ nord, 3° 18′ 13″ est |                | |                    | Église Saint-Fiacre de Monétay-sur-Allier               |
| Église Saint-Sulpice de Monétay-sur-Loire               | Monétay-sur-Loire         |         | 46° 25′ 49″ nord, 3° 48′ 59″ est |                | |                    | Image manquante Téléverser                              |
| Cathédrale Notre-Dame-de-l'Annonciation de Moulins      | Moulins                   |         | 46° 34′ 00″ nord, 3° 19′ 54″ est | « PA00093188 » | Classé MH | 1875               | Cathédrale Notre-Dame-de-l'Annonciation de Moulins      |
| Église Saint-Pierre de Moulins                          | Moulins                   |         | 46° 33′ 45″ nord, 3° 20′ 01″ est | « PA00093196 » | Classé MH | 1986               | Église Saint-Pierre de Moulins                          |
| Église du Sacré-Cœur de Moulins                         | Moulins                   |         | 46° 33′ 52″ nord, 3° 19′ 40″ est | « PA00093412 » | Inscrit MH | 1991               | Église du Sacré-Cœur de Moulins                         |
| Église Saint-Nicolas de Murat                           | Murat                     |         | 46° 24′ 04″ nord, 2° 54′ 29″ est | « PA00093235 » | Classé MH Eglise (sauf clocher et sacristie inscrits) ; Inscrit MH Clocher et sacristie                                             | 1931 ; 1958        | Église Saint-Nicolas de Murat                           |
| Église Saint-Jacques de Nades                           | Nades                     |         | 46° 09′ 31″ nord, 2° 58′ 09″ est | « PA00093236 » | Inscrit MH Eglise, sauf façade occidentale et première travée de la nef                                                             | 1975               | Église Saint-Jacques de Nades                           |
| Église Saint-Marin de Nassigny                          | Nassigny                  |         | 46° 29′ 50″ nord, 2° 36′ 18″ est |                | |                    | Image manquante Téléverser                              |
| Église Saint-Pourçain de Naves                          | Naves                     |         | 46° 10′ 38″ nord, 3° 06′ 41″ est |                | |                    | Église Saint-Pourçain de Naves                          |
| Église Sainte-Marie-Madeleine de Neuilly-en-Donjon      | Neuilly-en-Donjon         |         | 46° 20′ 41″ nord, 3° 53′ 16″ est | « PA00093246 » | Classé MH | 1944               | Église Sainte-Marie-Madeleine de Neuilly-en-Donjon      |
| Église Saint-Julien de Neuilly-le-Real                  | Neuilly-le-Réal           |         | 46° 27′ 52″ nord, 3° 25′ 56″ est |                | |                    | Église Saint-Julien de Neuilly-le-Real                  |
| Église Saint-Fiacre de Neure                            | Neure                     |         | 46° 44′ 46″ nord, 2° 58′ 53″ est |                | |                    | Église Saint-Fiacre de Neure                            |
| Église Saint-Hilaire de Neuvy                           | Neuvy                     |         | 46° 33′ 45″ nord, 3° 17′ 23″ est | « PA00093250 » | Inscrit MH Eglise (sauf clocher classé) ; Classé MH Clocher                                                                         | 1929 ; 1932        | Église Saint-Hilaire de Neuvy                           |
| Église Saint-Barthélemy de Nizerolles                   | Nizerolles                |         | 46° 05′ 53″ nord, 3° 38′ 16″ est |                | |                    | Image manquante Téléverser                              |
| Église Saint-Marin de Noyant-d'Allier                   | Noyant-d'Allier           |         | 46° 28′ 48″ nord, 3° 07′ 29″ est |                | |                    | Église Saint-Marin de Noyant-d'Allier                   |
| Église Saint-Georges de Néris-les-Bains                 | Néris-les-Bains           |         | 46° 17′ 16″ nord, 2° 39′ 45″ est | « PA00093242 » | Classé MH | 1923               | Église Saint-Georges de Néris-les-Bains                 |
| Église Saint-Didier de Paray-le-Frésil                  | Paray-le-Frésil           |         | 46° 39′ 17″ nord, 3° 36′ 44″ est |                | |                    | Église Saint-Didier de Paray-le-Frésil                  |
| Église Saint-Maurice de Paray-sous-Briailles            | Paray-sous-Briailles      |         | 46° 17′ 27″ nord, 3° 21′ 53″ est |                | |                    | Image manquante Téléverser                              |
| Église Saint-Remi de Pierrefitte-sur-Loire              | Pierrefitte-sur-Loire     |         | 46° 30′ 25″ nord, 3° 48′ 59″ est |                | |                    | Église Saint-Remi de Pierrefitte-sur-Loire              |
| Église Saint-Aignan de Pouzy-Mésangy                    | Pouzy-Mésangy             |         | 46° 42′ 37″ nord, 3° 00′ 17″ est | « PA00093255 » | Classé MH Les vingts chapiteaux de l'intérieur de l'église ; Inscrit MH Eglise (à l'exception des chapiteaux déjà classés)          | 1922 ; 1925        | Église Saint-Aignan de Pouzy-Mésangy                    |
| Église Saint-Julien de Poëzat                           | Poëzat                    |         | 46° 04′ 38″ nord, 3° 13′ 22″ est | « PA00093253 » | Inscrit MH | 1935               | Église Saint-Julien de Poëzat                           |
| Église Saint-Pierre de Premilhat                        | Prémilhat                 |         | 46° 18′ 48″ nord, 2° 32′ 08″ est |                | |                    | Image manquante Téléverser                              |
| Église Saint-Pierre de Périgny                          | Périgny                   |         | 46° 15′ 03″ nord, 3° 33′ 15″ est |                | |                    | Image manquante Téléverser                              |
| Église Saint-Marcel de Quinssaines                      | Quinssaines               |         | 46° 19′ 35″ nord, 2° 30′ 44″ est |                | |                    | Église Saint-Marcel de Quinssaines                      |
| Église Saint-Martin de Reugny                           | Reugny                    |         | 46° 27′ 53″ nord, 2° 36′ 37″ est |                | |                    | Église Saint-Martin de Reugny                           |
| Église Saint-Saturnin de Rocles                         | Rocles                    |         | 46° 25′ 22″ nord, 3° 01′ 52″ est | « PA00093258 » | Inscrit MH | 1951               | Église Saint-Saturnin de Rocles                         |
| Église Sainte-Marie-Madeleine de Rongères               | Rongères                  |         | 46° 17′ 41″ nord, 3° 27′ 02″ est |                | |                    | Église Sainte-Marie-Madeleine de Rongères               |
| Église Saint-Christophe de Ronnet                       | Ronnet                    |         | 46° 12′ 19″ nord, 2° 41′ 58″ est | « PA00093260 » | Inscrit MH | 1969               | Image manquante Téléverser                              |
| Église Saint-Michel de Saint-Angel                      | Saint-Angel               |         | 46° 21′ 25″ nord, 2° 41′ 55″ est |                | |                    | Église Saint-Michel de Saint-Angel                      |
| Église Saint-Jean-Baptiste de Bessay                    | Saint-Aubin-le-Monial     |         | 46° 32′ 57″ nord, 3° 01′ 33″ est | « PA00093261 » | Inscrit MH | 1973               | Image manquante Téléverser                              |
| Église Saint-Barnabé de Saint-Aubin-le-Monial           | Saint-Aubin-le-Monial     |         | 46° 31′ 38″ nord, 2° 59′ 55″ est |                | |                    | Église Saint-Barnabé de Saint-Aubin-le-Monial           |
| Église Saint-Bonnet de Saint-Bonnet-Tronçais            | Saint-Bonnet-Tronçais     |         | 46° 39′ 34″ nord, 2° 41′ 40″ est |                | |                    | Image manquante Téléverser                              |
| Église Saint-Bonnet de Saint-Bonnet-de-Four             | Saint-Bonnet-de-Four      |         | 46° 18′ 45″ nord, 2° 54′ 37″ est | « PA00093262 » | Inscrit MH | 1968               | Église Saint-Bonnet de Saint-Bonnet-de-Four             |
| Église Saint-Bonnet de Saint-Bonnet-de-Rochefort        | Saint-Bonnet-de-Rochefort |         | 46° 08′ 50″ nord, 3° 08′ 11″ est |                | |                    | Église Saint-Bonnet de Saint-Bonnet-de-Rochefort        |
| Église Saint-Caprais de Saint-Caprais (Allier)          | Saint-Caprais             |         | 46° 33′ 02″ nord, 2° 44′ 07″ est |                | |                    | Image manquante Téléverser                              |
| Église Saint-Christophe de Saint-Christophe (Allier)    | Saint-Christophe          |         | 46° 10′ 01″ nord, 3° 34′ 32″ est |                | |                    | Église Saint-Christophe de Saint-Christophe (Allier)    |
| Église Saint-Denis de Saint-Clément                     | Saint-Clément             |         | 46° 03′ 42″ nord, 3° 42′ 14″ est |                | |                    | Église Saint-Denis de Saint-Clément                     |
| Église Saint-Léger de Saint-Didier-en-Donjon            | Saint-Didier-en-Donjon    |         | 46° 23′ 17″ nord, 3° 51′ 33″ est |                | |                    | Église Saint-Léger de Saint-Didier-en-Donjon            |
| Église Saint-Didier de Saint-Didier-la-Forêt            | Saint-Didier-la-Forêt     |         | 46° 13′ 36″ nord, 3° 20′ 35″ est | « IA00063321 » | |                    | Église Saint-Didier de Saint-Didier-la-Forêt            |
| Église Saint-Désiré de Saint-Désiré                     | Saint-Désiré              |         | 46° 29′ 54″ nord, 2° 25′ 52″ est | « PA00093266 » | Classé MH | 1875               | Église Saint-Désiré de Saint-Désiré                     |
| Église Saint-Laurent de Saint-Ennemond                  | Saint-Ennemond            |         | 46° 40′ 33″ nord, 3° 25′ 23″ est |                | |                    | Église Saint-Laurent de Saint-Ennemond                  |
| Église Saint-Julien de Saint-Fargeol                    | Saint-Fargeol             |         | 46° 08′ 16″ nord, 2° 37′ 41″ est |                | |                    | Image manquante Téléverser                              |
| Église Saint-Félix de Saint-Félix (Allier)              | Saint-Félix               |         | 46° 13′ 42″ nord, 3° 28′ 57″ est |                | |                    | Image manquante Téléverser                              |
| Église Saint-Genest de Saint-Genest (Allier)            | Saint-Genest              |         | 46° 15′ 52″ nord, 2° 35′ 39″ est |                | |                    | Image manquante Téléverser                              |
| Église Saint-Germain de Saint-Germain-de-Salles         | Saint-Germain-de-Salles   |         | 46° 10′ 47″ nord, 3° 12′ 53″ est |                | |                    | Image manquante Téléverser                              |
| Église Notre-Dame de Saint-Germain-des-Fossés           | Saint-Germain-des-Fossés  |         | 46° 11′ 49″ nord, 3° 26′ 07″ est | « PA00093275 » | Classé MH | 1969               | Église Notre-Dame de Saint-Germain-des-Fossés           |
| Basilique Notre-Dame de Saint-Germain-des-Fossés        | Saint-Germain-des-Fossés  |         | 46° 12′ 13″ nord, 3° 25′ 56″ est |                | |                    | Basilique Notre-Dame de Saint-Germain-des-Fossés        |
| Église Saint-Julien de Saint-Gérand-de-Vaux             | Saint-Gérand-de-Vaux      |         | 46° 22′ 46″ nord, 3° 23′ 42″ est |                | |                    | Église Saint-Julien de Saint-Gérand-de-Vaux             |
| Église Saint-Julien de Saint-Gérand-le-Puy              | Saint-Gérand-le-Puy       |         | 46° 15′ 19″ nord, 3° 30′ 42″ est | « PA00093273 » | Inscrit MH | 1932               | Église Saint-Julien de Saint-Gérand-le-Puy              |
| Église Saint-Loup de Saint-Hilaire                      | Saint-Hilaire             |         | 46° 29′ 37″ nord, 3° 01′ 17″ est | « PA00093276 » | Inscrit MH | 2003               | Église Saint-Loup de Saint-Hilaire                      |
| Église Saint-Loup de Saint-Loup (Allier)                | Saint-Loup                |         | 46° 21′ 04″ nord, 3° 22′ 44″ est |                | |                    | Église Saint-Loup de Saint-Loup (Allier)                |
| Église Saint-Léger de Saint-Léger-sur-Vouzance          | Saint-Léger-sur-Vouzance  |         | 46° 24′ 38″ nord, 3° 56′ 16″ est |                | |                    | Église Saint-Léger de Saint-Léger-sur-Vouzance          |
| Église Saints-Côme-et-Damien de Saint-Léon              | Saint-Léon                |         | 46° 24′ 12″ nord, 3° 41′ 14″ est |                | |                    | Église Saints-Côme-et-Damien de Saint-Léon              |
| Église Saint-Martin d'Augy                              | Saint-Léopardin-d'Augy    |         | 46° 41′ 01″ nord, 3° 06′ 17″ est |                | |                    | Église Saint-Martin d'Augy                              |
| Église de Saint-Marcel-en-Marcillat                     | Saint-Marcel-en-Marcillat |         | 46° 08′ 42″ nord, 2° 35′ 20″ est |                | |                    | Image manquante Téléverser                              |
| Église Saint-Marcel de Saint-Marcel-en-Murat            | Saint-Marcel-en-Murat     |         | 46° 19′ 13″ nord, 3° 00′ 32″ est | « PA00093278 » | Classé MH | 1963               | Église Saint-Marcel de Saint-Marcel-en-Murat            |
| Église de Saint-Martin-des-Lais                         | Saint-Martin-des-Lais     |         | 46° 40′ 04″ nord, 3° 39′ 16″ est |                | |                    | Image manquante Téléverser                              |
| Église de Saint-Martinien                               | Saint-Martinien           |         | 46° 20′ 10″ nord, 2° 28′ 12″ est |                | |                    | Image manquante Téléverser                              |
| Église Saint-Menoux de Saint-Menoux                     | Saint-Menoux              |         | 46° 35′ 07″ nord, 3° 09′ 25″ est | « PA00093280 » | Classé MH | 1840               | Église Saint-Menoux de Saint-Menoux                     |
| Église Saint-Nicolas de Saint-Nicolas-des-Biefs         | Saint-Nicolas-des-Biefs   |         | 46° 03′ 36″ nord, 3° 46′ 58″ est |                | |                    | Église Saint-Nicolas de Saint-Nicolas-des-Biefs         |
| Église Saint-Palais de Saint-Palais (Allier)            | Saint-Palais              |         | 46° 26′ 23″ nord, 2° 18′ 01″ est |                | |                    | Église Saint-Palais de Saint-Palais (Allier)            |
| Église Saint-Pierre de Saint-Pierre-Laval               | Saint-Pierre-Laval        |         | 46° 12′ 08″ nord, 3° 46′ 49″ est |                | |                    | Église Saint-Pierre de Saint-Pierre-Laval               |
| Église Saint-Placide de Saint-Plaisir                   | Saint-Plaisir             |         | 46° 37′ 21″ nord, 2° 58′ 07″ est | « PA00093282 » | Inscrit MH | 1926               | Église Saint-Placide de Saint-Plaisir                   |
| Église Saint-Mayeul-et-Saint-Pont de Saint-Pont         | Saint-Pont                |         | 46° 09′ 46″ nord, 3° 17′ 47″ est | « PA00093284 » | Inscrit MH | 1980               | Église Saint-Mayeul-et-Saint-Pont de Saint-Pont         |
| Église de Saint-Pourcain-sur-Besbre                     | Saint-Pourçain-sur-Besbre |         | 46° 28′ 29″ nord, 3° 38′ 18″ est |                | |                    | Image manquante Téléverser                              |
| Église Sainte-Croix de Saint-Pourçain-sur-Sioule        | Saint-Pourçain-sur-Sioule |         | 46° 18′ 28″ nord, 3° 17′ 25″ est | « PA00093288 » | Classé MH | 1875               | Église Sainte-Croix de Saint-Pourçain-sur-Sioule        |
| Église Saint-Priest de Saint-Priest-d'Andelot           | Saint-Priest-d'Andelot    |         | 46° 04′ 13″ nord, 3° 09′ 53″ est |                | |                    | Église Saint-Priest de Saint-Priest-d'Andelot           |
| Église Saint-Priest de Saint-Priest-en-Murat            | Saint-Priest-en-Murat     |         | 46° 20′ 59″ nord, 2° 54′ 44″ est | « PA00093289 » | Inscrit MH | 1968               | Église Saint-Priest de Saint-Priest-en-Murat            |
| Église Saint-Priest de Saint-Prix (Allier)              | Saint-Prix                |         | 46° 13′ 56″ nord, 3° 39′ 03″ est |                | |                    | Église Saint-Priest de Saint-Prix (Allier)              |
| Église Saint-Remi de Saint-Rémy-en-Rollat               | Saint-Rémy-en-Rollat      |         | 46° 11′ 05″ nord, 3° 23′ 30″ est | « IA00063365 » | |                    | Église Saint-Remi de Saint-Rémy-en-Rollat               |
| Église de Saint-Sauvier                                 | Saint-Sauvier             |         | 46° 23′ 14″ nord, 3° 19′ 50″ est |                | |                    | Image manquante Téléverser                              |
| Église Saint-Jacques de Saint-Sornin                    | Saint-Sornin              |         | 46° 24′ 40″ nord, 3° 00′ 57″ est |                | |                    | Image manquante Téléverser                              |
| Église Saint-Victor de Saint-Victor (Allier)            | Saint-Victor              |         | 46° 23′ 44″ nord, 2° 36′ 25″ est | « PA00093292 » | Inscrit MH | 1931               | Église Saint-Victor de Saint-Victor (Allier)            |
| Église Saint-Voir de Saint-Voir                         | Saint-Voir                |         | 46° 24′ 26″ nord, 3° 31′ 08″ est |                | |                    | Église Saint-Voir de Saint-Voir                         |
| Église Sainte-Bernadette de Saint-Yorre                 | Saint-Yorre               |         | 46° 03′ 58″ nord, 3° 27′ 42″ est |                | |                    | Église Sainte-Bernadette de Saint-Yorre                 |
| Église Saint-Didier de Saint-Eloy-d'Allier              | Saint-Éloy-d'Allier       |         | 46° 29′ 13″ nord, 2° 21′ 32″ est |                | |                    | Image manquante Téléverser                              |
| Église Saint-Étienne de Saint-Étienne-de-Vicq           | Saint-Étienne-de-Vicq     |         | 46° 10′ 35″ nord, 3° 32′ 01″ est | « PA00093270 » | Classé MH | 1932               | Église Saint-Étienne de Saint-Étienne-de-Vicq           |
| Église Sainte-Thérence de Sainte-Thérence               | Sainte-Thérence           |         | 46° 14′ 32″ nord, 2° 33′ 37″ est | « PA00093291 » | Inscrit MH | 1935               | Église Sainte-Thérence de Sainte-Thérence               |
| Église Saint-Martin de Saligny-sur-Roudon               | Saligny-sur-Roudon        |         | 46° 28′ 09″ nord, 3° 45′ 13″ est |                | |                    | Église Saint-Martin de Saligny-sur-Roudon               |
| Église Saint-Claude de Sanssat                          | Sanssat                   |         | 46° 15′ 22″ nord, 3° 28′ 21″ est |                | |                    | Église Saint-Claude de Sanssat                          |
| Église Saint-Julien de Saulcet                          | Saulcet                   |         | 46° 19′ 31″ nord, 3° 15′ 45″ est | « PA00093295 » | Classé MH | 1929               | Église Saint-Julien de Saulcet                          |
| Église Saint-Julien de Saulzet                          | Saulzet                   |         | 46° 08′ 13″ nord, 3° 13′ 12″ est |                | |                    | Église Saint-Julien de Saulzet                          |
| Église Saint-Germain de Sauvagny                        | Sauvagny                  |         | 46° 26′ 42″ nord, 2° 49′ 11″ est | « PA00093297 » | Classé MH | 1930               | Église Saint-Germain de Sauvagny                        |
| Église Saint-Laurent de Sazeret                         | Sazeret                   |         | 46° 20′ 22″ nord, 2° 57′ 22″ est | « PA00093298 » | Inscrit MH | 1935               | Église Saint-Laurent de Sazeret                         |
| Église Saint-Jean de Serbannes                          | Serbannes                 |         | 46° 05′ 51″ nord, 3° 21′ 32″ est | « IA00063388 » | |                    | Église Saint-Jean de Serbannes                          |
| Église Saint-Jean-Saint-Martial de Serbannes            | Serbannes                 |         | 46° 05′ 40″ nord, 3° 21′ 30″ est | « IA00063393 » | |                    | Image manquante Téléverser                              |
| Église Sainte-Marie de Servilly                         | Servilly                  |         | 46° 16′ 41″ nord, 3° 35′ 13″ est |                | |                    | Église Sainte-Marie de Servilly                         |
| Église Saint-Martial de Seuillet                        | Seuillet                  |         | 46° 12′ 08″ nord, 3° 28′ 23″ est | « PA00093299 » | Classé MH | 1945               | Église Saint-Martial de Seuillet                        |
| Église Sainte-Marie de Sorbier                          | Sorbier                   |         | 46° 21′ 57″ nord, 3° 39′ 36″ est |                | |                    | Église Sainte-Marie de Sorbier                          |
| Église Saint-Marc de Souvigny                           | Souvigny                  |         | 46° 32′ 07″ nord, 3° 11′ 34″ est | « PA00093303 » | Classé MH | 1840               | Église Saint-Marc de Souvigny                           |
| Église Saint-Pierre-et-Saint-Paul de Souvigny           | Souvigny                  |         | 46° 32′ 06″ nord, 3° 11′ 36″ est |                | |                    | Église Saint-Pierre-et-Saint-Paul de Souvigny           |
| Église Saint-Bonnet de Sussat                           | Sussat                    |         | 46° 09′ 07″ nord, 3° 03′ 49″ est |                | |                    | Église Saint-Bonnet de Sussat                           |
| Église Saint-Marien de Target                           | Target                    |         | 46° 17′ 19″ nord, 3° 03′ 36″ est | « PA00093307 » | Inscrit MH | 1929               | Église Saint-Marien de Target                           |
| Église Saint-André de Taxat                             | Taxat-Senat               |         | 46° 12′ 19″ nord, 3° 09′ 23″ est | « PA00093309 » | Inscrit MH | 1942               | Église Saint-André de Taxat                             |
| Église Saint-Martin de Senat                            | Taxat-Senat               |         | 46° 12′ 03″ nord, 3° 08′ 12″ est | « PA00093308 » | Inscrit MH Clocher | 1931               | Église Saint-Martin de Senat                            |
| Église Saint-Blaise d'Argenty                           | Teillet-Argenty           |         | 46° 16′ 11″ nord, 2° 31′ 56″ est | « PA00093311 » | Inscrit MH | 1934               | Image manquante Téléverser                              |
| Église Saint-Maurice de Teillet-Argenty                 | Teillet-Argenty           |         | 46° 15′ 54″ nord, 2° 31′ 36″ est |                | |                    | Image manquante Téléverser                              |
| Église Saint-Martin de Terjat                           | Terjat                    |         | 46° 12′ 12″ nord, 2° 36′ 53″ est |                | |                    | Image manquante Téléverser                              |
| Église Saint-Pierre de Theneuille                       | Theneuille                |         | 46° 35′ 03″ nord, 2° 51′ 51″ est | « PA00093314 » | Classé MH Le clocher, la tourelle d'escalier, l'abside ; Inscrit MH L'église en totalité, à l'exception des parties déjà classées   | 1923 ; 2003        | Église Saint-Pierre de Theneuille                       |
| Église Saint-Martin de Thiel-sur-Acolin                 | Thiel-sur-Acolin          |         | 46° 31′ 32″ nord, 3° 34′ 28″ est |                | |                    | Église Saint-Martin de Thiel-sur-Acolin                 |
| Église Sainte-Marie de Thionne                          | Thionne                   |         | 46° 24′ 19″ nord, 3° 34′ 33″ est |                | |                    | Église Sainte-Marie de Thionne                          |
| Église Saint-Romain de Tortezais                        | Tortezais                 |         | 46° 27′ 10″ nord, 2° 51′ 26″ est |                | |                    | Église Saint-Romain de Tortezais                        |
| Église Sainte-Marthe de Toulon-sur-Allier               | Toulon-sur-Allier         |         | 46° 31′ 07″ nord, 3° 21′ 33″ est | « PA00093318 » | Inscrit MH | 1926               | Église Sainte-Marthe de Toulon-sur-Allier               |
| Église Saints-Pierre-et-Paul de Treban                  | Treban                    |         | 46° 24′ 14″ nord, 3° 10′ 37″ est |                | |                    | Image manquante Téléverser                              |
| Église Saint-Julien de Treignat                         | Treignat                  |         | 46° 20′ 54″ nord, 2° 20′ 26″ est |                | |                    | Image manquante Téléverser                              |
| Église Saint-Gervais de Treignat                        | Treignat                  |         | 46° 20′ 55″ nord, 2° 20′ 24″ est |                | |                    | Image manquante Téléverser                              |
| Église Saint-Martin de Treteau                          | Treteau                   |         | 46° 22′ 05″ nord, 3° 31′ 30″ est |                | |                    | Église Saint-Martin de Treteau                          |
| Église Saint-Maurice de Tronget                         | Tronget                   |         | 46° 25′ 21″ nord, 3° 04′ 03″ est | « PA00093324 » | Classé MH | 1942               | Église Saint-Maurice de Tronget                         |
| Église Saint-Pierre de Trévol                           | Trévol                    |         | 46° 37′ 48″ nord, 3° 18′ 20″ est | « PA00093323 » | Inscrit MH | 1961               | Image manquante Téléverser                              |
| Église Saint-Barthélemy de Trezelles                    | Trézelles                 |         | 46° 19′ 43″ nord, 3° 35′ 35″ est |                | |                    | Église Saint-Barthélemy de Trezelles                    |
| Église Saint-Martin d'Urçay                             | Urçay                     |         | 46° 37′ 38″ nord, 2° 35′ 24″ est | « PA00093383 » | Inscrit MH | 1989               | Église Saint-Martin d'Urçay                             |
| Église Saint-Isidore d'Ussel-d'Allier                   | Ussel-d'Allier            |         | 46° 12′ 29″ nord, 3° 11′ 29″ est |                | |                    | Église Saint-Isidore d'Ussel-d'Allier                   |
| Église Saint-André de Valignat                          | Valignat                  |         | 46° 10′ 34″ nord, 3° 04′ 25″ est | « PA00093326 » | Inscrit MH | 1968               | Église Saint-André de Valignat                          |
| Église Sainte-Marie de Valigny                          | Valigny                   |         | 46° 42′ 44″ nord, 2° 49′ 04″ est |                | |                    | Image manquante Téléverser                              |
| Église Saint-Blaise de Vallon-en-Sully                  | Vallon-en-Sully           |         | 46° 32′ 11″ nord, 2° 36′ 26″ est | « PA00093329 » | Classé MH | 1889               | Église Saint-Blaise de Vallon-en-Sully                  |
| Église Sainte-Croix de Varennes-sur-Allier              | Varennes-sur-Allier       |         | 46° 18′ 43″ nord, 3° 24′ 09″ est |                | |                    | Église Sainte-Croix de Varennes-sur-Allier              |
| Église Saint-Léger de Varennes-sur-Tèche                | Varennes-sur-Tèche        |         | 46° 19′ 33″ nord, 3° 37′ 42″ est |                | |                    | Église Saint-Léger de Varennes-sur-Tèche                |
| Église Saint-Martin de Vaumas                           | Vaumas                    |         | 46° 26′ 46″ nord, 3° 37′ 49″ est |                | |                    | Image manquante Téléverser                              |
| Église Saint-Eloi de Vaux                               | Vaux                      |         | 46° 25′ 34″ nord, 2° 35′ 55″ est |                | |                    | Image manquante Téléverser                              |
| Église Sainte-Croix de Veauce                           | Veauce                    |         | 46° 09′ 53″ nord, 3° 03′ 24″ est | « PA00093331 » | Classé MH | 1862               | Église Sainte-Croix de Veauce                           |
| Église Saint-Paul de Venas                              | Venas                     |         | 46° 28′ 34″ nord, 2° 45′ 52″ est | « PA00093332 » | Inscrit MH | 1926               | Image manquante Téléverser                              |
| Église Saint-Léger de Vendat                            | Vendat                    |         | 46° 09′ 41″ nord, 3° 21′ 06″ est | « IA00063411 » | |                    | Église Saint-Léger de Vendat                            |
| Église Saint-Laurent de Verneix                         | Verneix                   |         | 46° 23′ 50″ nord, 2° 40′ 10″ est |                | |                    | Église Saint-Laurent de Verneix                         |
| Église Saint-Pierre de Verneuil-en-Bourbonnais          | Verneuil-en-Bourbonnais   |         | 46° 20′ 47″ nord, 3° 15′ 02″ est | « PA00093333 » | Classé MH | 1910               | Église Saint-Pierre de Verneuil-en-Bourbonnais          |
| Église Notre-Dame-sur-l'Eau                             | Verneuil-en-Bourbonnais   |         | 46° 20′ 49″ nord, 3° 15′ 05″ est | « PA00093334 » | Inscrit MH | 1928               | Église Notre-Dame-sur-l'Eau                             |
| Église Saint-Martin de Vernusse                         | Vernusse                  |         | 46° 16′ 05″ nord, 2° 58′ 41″ est |                | |                    | Église Saint-Martin de Vernusse                         |
| Église Saint-Blaise de Vichy                            | Vichy                     |         | 46° 07′ 16″ nord, 3° 25′ 19″ est | « PA00093413 » | Inscrit MH | 1991               | Église Saint-Blaise de Vichy                            |
| Église Saint-Louis de Vichy                             | Vichy                     |         | 46° 07′ 26″ nord, 3° 25′ 23″ est |                | |                    | Église Saint-Louis de Vichy                             |
| Église Sainte-Bernadette de Vichy                       | Vichy                     |         | 46° 07′ 23″ nord, 3° 25′ 21″ est |                | |                    | Image manquante Téléverser                              |
| Église Sainte-Jeanne-d'Arc de Vichy                     | Vichy                     |         | 46° 08′ 02″ nord, 3° 25′ 26″ est |                | |                    | Image manquante Téléverser                              |
| Église Saint-Maurice de Vicq                            | Vicq                      |         | 46° 08′ 51″ nord, 3° 05′ 34″ est | « PA00093363 » | Classé MH | 1911               | Église Saint-Maurice de Vicq                            |
| Église Sainte-Marie de Vieure                           | Vieure                    |         | 46° 30′ 03″ nord, 2° 52′ 25″ est |                | |                    | Église Sainte-Marie de Vieure                           |
| Église Saint-Étienne de Villebret                       | Villebret                 |         | 46° 16′ 01″ nord, 2° 38′ 20″ est |                | |                    | Image manquante Téléverser                              |
| Église Saint-Jacques-le-Majeur de Villefranche d'Allier | Villefranche-d'Allier     |         | 46° 23′ 50″ nord, 2° 51′ 25″ est | « PA00093370 » | Inscrit MH | 1933               | Église Saint-Jacques-le-Majeur de Villefranche d'Allier |
| Église Saint-Julien de Neuville                         | Villefranche-d'Allier     |         | 46° 25′ 12″ nord, 2° 49′ 41″ est |                | |                    | Image manquante Téléverser                              |
| Église Notre-Dame de Villeneuve-sur-Allier              | Villeneuve-sur-Allier     |         | 46° 39′ 35″ nord, 3° 15′ 01″ est |                | |                    | Église Notre-Dame de Villeneuve-sur-Allier              |
| Église Saint-Martin de Viplaix                          | Viplaix                   |         | 46° 27′ 38″ nord, 2° 22′ 42″ est |                | |                    | Image manquante Téléverser                              |
| Église Saint-Éloi de Vitray                             | Vitray                    |         | 46° 36′ 39″ nord, 2° 39′ 34″ est | « PA00093373 » | Inscrit MH | 1976               | Église Saint-Éloi de Vitray                             |
| Église Saint-Martin de Voussac                          | Voussac                   |         | 46° 19′ 46″ nord, 3° 03′ 40″ est |                | |                    | Église Saint-Martin de Voussac                          |
| Église Saint-Martin d'Ygrande                           | Ygrande                   |         | 46° 33′ 09″ nord, 2° 56′ 39″ est | « PA00093375 » | Classé MH | 1875               | Église Saint-Martin d'Ygrande                           |
| Église Saint-Pierre d'Yzeure                            | Yzeure                    |         | 46° 34′ 00″ nord, 3° 21′ 17″ est | « PA00093380 » | Classé MH | 1914               | Église Saint-Pierre d'Yzeure                            |
| Église Sainte-Jeanne-d'Arc d'Yzeure                     | Yzeure                    |         | 46° 33′ 30″ nord, 3° 20′ 35″ est |                | |                    | Image manquante Téléverser                              |

### Eglise réformée
| Église                     | Commune | Adresse | Coordonnées    | Notice | Protection | Date | Illustration               |
| -------------------------- | ------- | ------- | -------------- | ------ | ---------- | ---- | -------------------------- |
| Temple protestant de Vichy | Vichy   |         | à géolocaliser |        | Inscrit MH | 1913 | Temple protestant de Vichy |